# El Keurt
El Keurt est une commune de la wilaya de Mascara en Algérie.